# Коптевское сельское поселение (Ульяновская область)
Ко́птевское се́льское поселе́ние — муниципальное образование в составе Новоспасского района Ульяновской области.
Административный центр — село Коптевка.

## Население
| 2010  | 2012  | 2013  | 2014  | 2015  | 2016  | 2017  |
| ----- | ----- | ----- | ----- | ----- | ----- | ----- |
| 1484  | ↘1446 | ↘1407 | ↘1386 | ↘1361 | ↘1331 | ↘1323 |
| 2018  | 2019  | 2020  | 2021  |       |       |       |
| ↘1293 | ↗1297 | ↘1273 | ↘1235 |       |       |       |

## Состав сельского поселения
В состав поселения входят 8 населённых пунктов: 3 села, 1 деревня, 2 посёлка и 2 станции.
| № | Населённый пункт | Тип населённого пункта       | Население |
| - | ---------------- | ---------------------------- | --------- |
| 1 | Алакаевка        | село                         | 354       |
| 2 | Козий-1          | посёлок                      | 19        |
| 3 | Коптевка         | село, административный центр | 765       |
| 4 | Коптевка         | станция                      | 44        |
| 5 | Лобановка        | деревня                      | 56        |
| 6 | Луговой          | посёлок                      | 0         |
| 7 | Новая Рощица     | станция                      | 0         |
| 8 | Старое Томышево  | село                         | 246       |